# جزيرة أناك سوانغي
جزيرة أناك سوانغي وهي جزيرة من جزر إندونيسيا، وتتبع في إقليم كليمنتان الجنوبية في إندونيسيا.